# Estanislao Valdés Otero
Estanislao Valdés Otero (Montevideo, 1931), político y abogado uruguayo.

## Biografía
Cursa sus estudios primarios y secundarios en el Liceo Francés de Montevideo. En 1950 ingresa en la Universidad de la República, egresando siete años después con el título de Doctor en Derecho y Ciencias Sociales. En sus primeros años de ejercicio profesional, se dedicó además a actividades académicas en materia de Derecho Civil.
Durante la dictadura cívico-militar ocupó el cargo de Ministro de Agricultura y Pesca (2 de febrero de 1977-14 de abril de 1978) y luego de Ministro de Relaciones Exteriores del Uruguay (17 de febrero de 1981-2 de septiembre de 1982). Durante su permanencia en dicho cargo debió representar a Uruguay en las instancias derivadas de la guerra de las Malvinas.
Integró y luego presidió el Consejo Consultivo de Banco Sudameris, Sucursal Uruguay.

## Familia
Casado con Martha Requena Escarza, tienen dos hijos, Gonzalo y Estanislao. También tiene cinco nietos Santiago, Delfina, Manuela, Emilia y Jazmín

## Publicaciones
- 1953, Derechos de autor: régimen jurídico uruguayo. Con prólogo de Eduardo J. Couture (Facultad de Derecho, Montevideo).[4]
- 1992, Inflación y subdesarrollo (Fundación de Cultura Universitaria).[5]